# Paul Zerener
Paul Richard Zerener (* 25. Juli 1844 in Dresden; † 2. Mai 1926 in Meran) war ein sächsischer Generalleutnant.

## Leben

### Herkunft
Paul Zerener war Sohn des Finanzarchivars und Hofrat, Friedrich Wilhelm Zerener und dessen Ehefrau Emilie Schwarz. Er hatte sechs Geschwister, darunter die Brüder Bernhard und Hugo und zwei Schwestern.

### Karriere
Paul Zerener trat am 1. Mai 1859 in die Artillerieschule der sächsischen Armee ein und wurde nach langjähriger Erziehung am 1. Januar 1865 als Portepeefähnrich dem Artilleriekorps, genauer gesagt dem Fußartillerie-Regiment zu Dresden, überwiesen. Am 3. März des Jahres avancierte er zum Leutnant, wonach er nach Ausbruch des Krieges gegen Preußen mit der 1. Munitionskolonne nach Böhmen kam. Nachdem das Königreich Sachsen eine Niederlage einbüßte und es zu einer Neuorganisation der sächsischen Armee kam, wurde Zerener der zunächst in Dippoldiswalde garnisonierten 3. Fußabteilung zugeteilt. Am 1. März 1869 wurde er zum Oberleutnant bei der 3. Kompanie des Festungs-Artillerie-Regiment Nr. 12 auf der Festung Königsstein ernannt, worauf schon bald eine Verwendung als Adjutant erfolgte. Im Zuge des Krieges gegen Frankreich beteiligte er sich an der Aufstellung und Ausbildung der Ersatz- und Besatzungstruppen und nahm deshalb nicht am Kampfgeschehen teil.
Nachdem die Feldartillerie ab 1872 vermehrt und neuorganisiert wurde, trat Zerener als Adjutant zum neugebildeten Feldartillerie-Regiment Nr. 12 über. 1874 wurde dieses Regiment definitiv in das 2. Feldartillerie-Regiment Nr. 28 umgewandelt und Zerener gehörte nunmehr der in Freiberg garnisonierenden 8. Batterie an. 1875 stieg er zum Hauptmann und Chef der 7. Batterie im Regiment auf. Nach zahlreichen Jahren in dieser Verwendung wurde er im Juli 1883 als Abteilungsvorstand in das sächsische Kriegsministerium berufen, wo er technische Angelegenheiten bearbeitete und 1884 zum Major avancierte. Im Kriegsministerium erfolgte noch 1889 seine Beförderung zum Oberstleutnant, bevor er 1891 zum Direktor der Vereinigten Artillerie-Werkstätten und Depots ernannt wurde. In dieser Stellung verbrachte er die nächsten Jahre; 1892 stieg er zum Oberst und am 18. April 1896 zum Generalmajor auf. Unter Genehmigung seines Abschiedsgesuches wurde Zerener mit dem Charakter eines Generalleutnants am 10. Februar 1899 zur Disposition geschickt.